# 2003年のバレーボール
< 2003年 | 2003年のスポーツ
2003年のバレーボール（2003ねんのバレーボール）では、2003年（平成15年）のバレーボール関連の出来事をまとめる。

## できごと
- 2月、柳本晶一が全日本女子代表監督に就任。

## 国際大会
- ワールドカップ
  - 男子
    - 金メダル： ブラジル
    - 銀メダル： イタリア
    - 銅メダル： セルビア・モンテネグロ

  - 女子
    - 金メダル： 中国
    - 銀メダル： ブラジル
    - 銅メダル： アメリカ合衆国

## 国内大会

### 日本
- 第9回Vリーグ
  - 男子
    - 優勝：サントリーサンバーズ

  - 女子
    - 優勝：NECレッドロケッツ

- 第52回全日本選手権
  - 男子
    - 優勝：NECブルーロケッツ

  - 女子
    - 優勝：パイオニアレッドウィングス